# 시민공원역
시민공원(문화창작지대·아인병원)역(Citizens Park(Culture Creation Zone·Ain Hospital)Station, 市民公園(文化創作地帶)驛)은 인천광역시 미추홀구 주안동에 위치한 인천 도시철도 2호선의 전철역이다. 공사 기간 가칭역명은 남주안역이었으며, 역명은 이 역 부근에 위치해 있던 인천 시민회관을 철거한 부지에 구성한 시민공원에서 따왔다. 역사는 시민공원과 좀 더 떨어진 주안1동성당 앞에 건설되었으며, 이는 이 역 서쪽에 있는 주안지하상가와의 연계성을 높이기 위함이다.

## 역사
- 2015년 10월 5일: 시민공원(문화창작지대)역으로 역명 결정[1]
- 2016년 7월 30일: 인천 도시철도 2호선 개통과 함께 영업 개시[2]
- 2023년 1월: 시민공원(문화창작지대·아인병원)역 부기명 추가

## 역 구조
2면 2선의 상대식 승강장을 갖추고 있으며, 스크린도어가 설치되어 있다.

### 승강장
| 주안 ↑       |
| \| 상        |
| ↓ 석바위시장 |

| 상행 | ● 인천 도시철도 2호선 | 주안·석남·서구청·아시아드경기장·검암·검단오류 방면 |
| 하행 | ● 인천 도시철도 2호선 | 남동구청·인천대공원·운연 방면                      |

- 대합실을 통해 반대편 승강장으로 이동이 가능하다.

## 역 주변
| 나가는 곳 | 방면                                                                                     |
| --------- | ---------------------------------------------------------------------------------------- |
| 1         | 틈문화창작지대 남구보건소 국민연금공단 인천신용보증재단 도화1동행정복지센터 주안역지구대 |
| 2         | 주안4동                                                                                  |

## 인접한 역
| 인천 도시철도 2호선     | 인천 도시철도 2호선   | 인천 도시철도 2호선       |
| ----------------------- | --------------------- | ------------------------- |
| I218 주안 검단오류 방면 | ● 인천 도시철도 2호선 | I220 석바위시장 운연 방면 |